# Галоус и Андерсън
Карл Андерсън и Люк/Док Галоус са кеч съотборници, подписали с WWE. Работиха в Японската компания New Japan Pro Wrestling (NJPW) и също като отбор в Съединените щати за Ring of Honor (ROH) и други независими компании.
Андерсън и Галоус първо бяха събрани от NJPW през 2013, работейки като отбор в по-голямата формация Клуб Куршум. По време на следващите три години, двамата спечелиха Отборните титли на IWGP три пъти, докато спечелиха Световната отборна лига за 2013. През февруари 2016, двамата оставиха NJPW и подписаха с WWE.

## История

### New Japan Pro Wrestling (2013 – 2016)
На 11 ноември 2013, New Japan Pro Wrestling обяви участващите отбори в Световната отборна лига за 2013. Беше обявен и отбор, представящ групата Клуб Куршум, включващ Карл Андерсън и дебютиращия Док Галоус. Андерсън беше работил нормално в NJPW от 2008, докато Галоус, бивш кечист на WWE, напоследък работеше за Total Nonstop Action Wrestling (TNA). Двамата спечелиха техния блок с резултат от четири победи и две загуби, и на 8 декември, първо победиха Тоджи Макабе и Томоаки Хонма на полуфиналите и тогава Хиройоши Тензан и Сатоши Коджима на финалите и спечелиха турнира. Това доведе до мач на 4 януари 2014, на Кеч Кралство 8 в Tokyo Dome, където победиха Кей И Ес (Дейви Бой Смит младши и Ланс Арчър), печелейки Отборните титли на IWGP. Андерсън и Галоус носиха титлите за цяла година, защитавайки ги успешно шест пъти. През декември 2014, двамата стигнаха до финалите на тяхната втора поредна Световна отборна лига, но бяха победени от Хируки Гото и Кацуйори Шибата, които тогава ги победиха за Отборните титли на IWGP на 4 януари 2015, на Кеч Кралство 8 в Tokyo Dome.
На 11 февруари на Ново начало в Осака, Андерсън и Галоус победиха Гото и Шибата в реванш за Отборните титли на IWGP. Техният втори шампионски период приключи на 5 април на Нашествена атака, където те бяха победени от Кралството (Мат Тейвън и Майкъл Бенет) в тяхната първа защита. Андерсън и Галоус спечелиха титлите за трети път на 5 юли на Властване 7.5 в Osaka-jo Hall като победиха Кралството в реванша. След шестмесечен период, в който Андерсън и Галоус успешно защитиха титлите един път, загубиха титлите от победителите на Световната отборна лига за 2015 Тоджи Макабе и Томоаки Хонма на 4 януари 2016, На Кеч Кралство 10 в Tokyo Dome.
В разгара на слуховете, че оставят NJPW, Андерсън и Галоус получиха реванш за Отборните титли на IWGP, но отново бяха победени от Макабе и Хонма на 14 февруари на Ново начало в Ниигата. Андерсън и Галоус се биха в последния си NJPW мач на 20 февруари на Честта се покачва: Япония 2016, където те бяха в отбор с техните съотборници от Клуб Куршум Бед Лък Фейл и Тама Тонга в отборен мач между осмина, където те бяха победени от Боби Фиш, Хируки Гото, Кацуйори Шибата и Кайл О'Райли.

### Ring of Honor (2014 – 2016)
Андерсън и Галоус направиха техния дебют на Американската компания Ring of Honor (ROH) на 17 май 2014, по време на събитието Война на светове, която беше едновременно на ROH и NJPW, успешно защитавайки техните Отборни титли на IWGP срещу Братята Бриско (Джей Бриско и Марк Бриско). Те също се появиха в ROH през 2015, и на 23 януари 2016, участвайки в отборен мач с осем души, където всичките три титли на компанията бяха заложени. В мачът, Андерсън и Галоус, бяха в отбора на Клуб Куршум заедно с Йънг Бъкс (Мат Джаксън и Ник Джаксън), но бяха победени от Световния шампион на ROH Джей Литал, Световния телевизионен шампион на ROH Родерик Стронг и Световните отборни шампиони на ROH Войнствените машини (Хансън и Рей Роу), като всички запазиха титлите си.

### Други компании (2014 – 2015)
На 20 декември 2014, Андерсън и Галоус направиха дебюта си като отбор в Американските компании, побеждавайки Истинската пречка (Крейвън Веро и Дивон Мур) в шоу на Pro Wrestling Syndicate (PWS). По време на лятото на 2015, двамата работиха в някои събития на Global Force Wrestling (GFW), където участваха за турнира за Отборните титли на GFW. През октомври 2015 Андерсън и Галоус участваха в шоуто на Revolution Pro Wrestling (RPW) в Рединг, Англия, което включваше и някои други кечисти на NJPW. През същия месец те участват в Турнира за Световните отборни титли на Германската компания Westside Xtreme Wrestling, където стигнаха до четвъртфиналите, преди да загубят от Големия татко Уолтър и Зак Сейбър младши.

### WWE (от 2016 г.)
"Андерсън и Галоус за малко да загубят целия блясък от тях, откакто дебюта си [...] [Те] изглежда, че са просто още един отбор, който ще бъде използван като фураж, когато даден сюжет на главен мач пресече пътя им [...] Роуман Рейнс печели близо нищо от победата над Карл Андерсън, без първо да се установи, като постижение".
На 11 април 2016, в епзиод на Първична сила, Андерсън и Галоус (който се завърна под старото си име Люк Галоус) направиха техния дебют в WWE, атакувайки Братя Усо (Джей и Джими Усо), превръщайки ги в злодеи. Времето в NJPW на дуото беше признато от коментаторите на WWE. На Първичната сила на следващата седмица, WWE започна да събира Андерсън и Галоус и техния бивш съотборник Клуб Куршум Ей Джей Стайлс. След като срещнаха Стайлс в интервю зад кулисите, Андерсън и Галоус атакуваха неговия опонент на Разплата Роуман Рейнс на ринга. Стайлс обаче не изглеждаше доволен от атаката. Андерсън и Галоус се биха в техния пръв мач в WWE на 25 април на Първична сила, побеждавайки Усо. През следващите седмици, Андерсън и Галоус продължаваха да сформират съюз със Стайлс, докато провеждаха няколко срещи с Усо и Рейнс, включително на Разплата, където двамата се провалиха да помогнат на Стайлс да спечели Световната титла в тежка категория на WWE от Рейнс, и на следващата седмица на Разбиване, където двамата загубиха за пръв път в WWE, когато Рейнс тушира Андерсън в отборен мач между шестима. На 9 май на Първична сила, триото на Андерсън, Галоус и Стайлс беше познато като „Клубът“. Клубът се разделиха две седмици по-късно на Първична сила, когато Стайлс твърдеше, че иска да се раздели с Андерсън и Галоус, обвинявайки тях и Усо за неуспеха му да спечели Световната титла в тежка категория на WWE на предишния ден на Екстремни правила. Докато Стайлс твърдеше, че тримата все още могат да бъдат „братя“, Андерсън и Галоус отказаха и приключиха тяхното приятелство заедно. На 30 май на Първична сила, Андерсън и Галоус влязоха в надпреварата за Отборните титли на WWE като атакуваха шампионите Новия ден. По-късно в шоуто, Стайлс атакува Джон Сина и се събра с Андерсън и Галоус.

## В кеча
- Отборни финални ходове
  - Magic Killer (Aided snap swinging neckbreaker)[31][41][42][43]
- Отборни ключови ходове
  - Boot of Doom (Fireman's carry lift (Галоус) / Running front dropkick (Андерсън) комбинация)[44][45][46][47]
- Мениджъри
  - Амбър Галоус[10]
- Входни песни
  - Last Chance Saloon на Deviant and Naive Ted[48] (NJPW; използвана като част от Клуб Куршум)
  - Shot'Em на [Q]Brick[49] (NJPW; използвана като част от Клуб Куршум)
  - Omen in the Sky на CFO$[50] (WWE; от 25 април 2016 г.)

## Титли и отличия
- New Japan Pro Wrestling
  - Отборни шампиони на IWGP (3 пъти)[19]
  - Световна отборна лига (2013)[17]
- WWE
  - Отборни шампиони на Първична сила (1 път)